# Janowskie Korzenie
Janowskie Korzenie – czasopismo regionalne ziemi janowskiej. Jest periodykiem ukazujący się od 2003 r. co pół roku (dokładnie 3 Maja i 11 Listopada). Każdy numer prezentuje historię powiatu janowskiego i dzieje ludzi, którzy ją tworzyli. Opisuje ważne miejsca i wydarzenia oraz lokalną kulturę Janowa Lubelskiego i wszystkich innych miejscowości powiatu.
Każdy kolejny numer wydania posiada niemal zawsze dokładnie 100 stron tekstów historycznych. Zawarte w nim artykuły mają charakter źródłowy wzbogacenie wieloma archiwalnymi ilustracjami i zdjęciami nadaje czasopismu charakter almanachu.
Przez pierwsze 15 numerów czasopisma zespół redakcyjny tworzyli: Józef Łukasiewicz (redaktor naczelny) i Zenon Baranowski.
Od 16 numeru skład redakcyjny uległ zmianie. Redaktorem naczelnym została Barbara Nazarewicz, a w skład zespołu weszli: Zenon Ł. Baranowski, J. Łukasiewicz, Łukasz Pasztaleniec, Dominik Szulc, Justyna Flis (korekta) oraz Piotr Widz (skład).
Wydawcą czasopisma jest Stowarzyszenie PRZYMIERZE i Muzeum Regionalne w Janowie Lubelskim.

## Dane techniczne pisma
Pismo zazwyczaj liczy w sumie 100 stron z nielicznymi wyjątkami. Wydawane jest w formacie A4. Każdy numer posiada numerację stron umieszczaną w górnym prawym rogu w przypadku stron nieparzystych. Rzeczywisty nakład wynosi około 600 numerów. Pismo dostępne jest głównie na terenie Janowa lubelskiego (w księgarniach oraz sklepiku prowadzonym przez siostry zakonne przy parafii św. Jana Chrzciciela). Druk wykonywany był w F.H.P.U. BS Drukarni B. i A. Szperkowskich znajdującej się przy Placu Wolności 3 w Biłgoraju (nr 1-3) oraz Marlex w Stalowej Woli (od nr 4).
Wszystkie teksty, pisane stałą czcionką, drukowane są w dwóch szpaltach. Oprócz tekstów zamieszczane są kopie dokumentów, zaświadczeń itp., zdjęcia, które w przeciwieństwie do tych na okładce, wewnątrz pisma są czarno-białe. Zdjęcia często pochodzą z prywatnych zbiorów czytelników. W Korzeniach znajdują się liczne ryciny i szkice, których autorami są między innymi: Stefania Wójcik, Krzysztof Biżek i Mateusz Surma.
Okładka czasopisma jest zawsze w innym kolorze, drukowana na twardym, błyszczącym papierze. U góry, po prawej stronie znajduje się tytuł „Janowskie Korzenie”, po lewej stronie napis „Pismo regionalne Ziemi Janowskiej”, a tuż pod nim numer wydania, data oraz numer rejestracji pisma. Głównym elementem okładki jest zdjęcie z motywem korzeni lub drzewa – w nawiązaniu do tytułu pisma – które zamieszczane jest na całej stronie tuż pod tytułem.
Na wewnętrznych stronach okładki (nr 2, 3) zamieszczone były kolorowe zdjęcia obrazów (prac plenerowych), z serii „Janowskie zaułki”, których autorami są funkcjonariusze policji. Zdjęcia obrazów drukowane
były do numeru 9 włącznie. Na ostatniej stronie okładki (nr 4) również zamieszczane są zdjęcia, ale są to zdjęcia pomników, obelisków znajdujących się na terenie powiatu janowskiego, poświęconych ku czci znanych osobistości (np.: Tadeusza Kościuszki, partyzantów NOW-AK „Ojca Jana” – „Konara”) lub wydarzeń (np.: Powstanie 1863 r.).
Od numeru piątego (11 listopada 2005 r.) w stopce redakcyjnej zamieszczany jest numer rejestracji tytułu. Od numeru 7 (11 listopada 2006 r.) pojawia się nazwisko osoby przygotowującej korektę pisma. Prawą kolumnę pierwszej strony zajmuje spis artykułów zamieszczonych w poszczególnych numerach. Pod spisem treści z reguły drukowane jest małe zdjęcie, rysunek lub sprostowanie błędów, które wkradły się do numeru poprzedzającego aktualny. Pismo nie ma wyodrębnionych działów czy rubryk. Wiąże się to z dopilnowaniem, aby w numerze znalazły się teksty z poszczególnych rubryk.

## Zawartość poszczególnych numerów
Poniższa tabela zawiera tytuły artykułów i ich autorów zawartych we wszystkich dotychczas wydanych numerach Janowskich Korzeni.
| Numer 1, 11 listopada 2003                         | |
| Autorzy                                            | Tytuł Artykułu |
| J. Łukasiewicz                                     | Ocalić od zapomnienia |
| B. Szwedo, J. Łukasiewicz                          | Pułkownik Belina-Prażmowski |
| Irena Bittner                                      | Janów Lubelski w XVII wieku |
| Zenon Ł. Baranowski                                | Nazwy ulic Janowa Lubelskiego w rozwoju historycznym (XVIII-XX w.)                                                                                   |
| Zenon Ł. Baranowski                                | Rodziny janowskie na przestrzeni wieków |
| Zenon Baranowski                                   | Zarys historii Zaolszynia |
| Anna Jaskowska                                     | Godziszów – zarys dziejów |
|                                                    | Komisarz do spraw włościańskich Powiat Janów: Przywilej miasta Modliborzyc                                                                           |
| Bogusław Kopacz                                    | Ostatni oddział – ostatnia walka |
| Dr doc. Stefan Cieśliński                          | Związki Batorza z najazdami tatarskimi i osadnictwem mongolsko – tatarskim na ziemiach Polski i Litwy                                                |
| Stanisław Nosal                                    | Gorzki smak mojego życia |
| Tomasz Bordzań                                     | Działania bojowe Grupy Zieleniewskiego w rejonie Dzwoli (29 września 1939)                                                                           |
| Zenon Baranowski                                   | Gmina Chrzanów. Ustrój. Powierzchnia. Ludność. Wójtowie                                                                                              |
| Zenon Baranowski                                   | Materiały dotyczące stroju kraśnicko-janowskiego |
| J. Łukasiewicz                                     | Kolejarz z Białej |
| prof. dr hab. Krzysztof Skupieński                 | Koncepcja historyczno- heraldyczna herbu powiatu janowskiego                                                                                         |
| Numer 2, 3 maja 2004                               | |
| J. Łukasiewicz                                     | Konstytucja 3 Maja |
| J. Łukasiewicz                                     | Porytowe Wzgórze |
| J. Łukasiewicz                                     | Order Virtuti Militari |
| Bogusław Szwedo                                    | Kawalerowie Virtuti Militari związani Z Ziemią Janowską                                                                                              |
| Zygmunt Kraśnik                                    | Bitwa o Janów |
| Irena Bittner                                      | Janów Lubelski w XVII-XVIII w. |
| Zenon Baranowski                                   | Rzemiosło Janowskie |
| Anna Jaskowska                                     | Godziszów – Zarys dziejów |
| Zenon Baranowski                                   | Zarys dziejów Chrzanowa |
| Antoni Kulpa                                       | Zarys dziejów szkoły w Białej |
| Zenon Baranowski                                   | Dzieje chłopskiej rodziny Baranów |
| Ks. Józef Bazylak                                  | Wielki Proboszcz |
| Daria Skakowska                                    | Powrót z „Nieludzkiej Ziemi” |
| Stefania Wójcik                                    | Kolekcjoner |
| J. Łukasiewicz                                     | Na totolotka Pan Bóg by się obraził |
| Numer 3, 11 listopada 2004                         | |
| Stanisław Surdacki                                 | Kawalerowie Virtuti Militari związani z Ziemią Janowską (2)                                                                                          |
| Eugeniusz Sobczyński                               | Pułkownik Tadeusz Zieleniewski ps. Kalina (1887-1971)                                                                                                |
| Marta Startek                                      | Wojenne wspomnienia żołnierza KOP w Sarnach |
| Stefan Cieśliński                                  | Pra- pradzieje Ziemi Janowskiej |
| Ryszard Garlicki                                   | Harcerskie ślady w janowskim gimnazjum i liceum 1918-1939                                                                                            |
| Urszula Habza                                      | Więzienie w Janowie Lubelskim |
| Zenon Baranowski                                   | Zarys dziejów parafii w Otroczu |
| Zenon Baranowski                                   | Rys historyczny janowskich cmentarzy |
| Teresa Duda                                        | Ksiądz Kanonik Władysław Goliński założyciel i ojciec parafii Wierzchowiska                                                                          |
| Magdalena Ciupak, Agnieszka Janik                  | Rola dziedzica w życiu mieszkańców Wierzchowisk |
| Stefania Wójcik                                    | Mam w pamięci obrazy z Janowa |
| J. Łukasiewicz                                     | Co czytać? Wydawnictwa o Janowie Lubelskim i rejonie cz. II                                                                                          |
| Numer 4, 3 maja 2005                               | |
| J. Łukasiewicz                                     | W pamięci – na zawsze |
| J. Łukasiewicz                                     | Śmierć Marszałka |
| Krystyna Wojciechowska                             | Jedzie, jedzie na Kasztance |
| Tomasz Bordzań                                     | Kawalerowie Virtuti Militari związani z Ziemią Janowską (3)                                                                                          |
| Urszula Habza                                      | Więzienie w Janowie Lubelskim |
| Zenon Baranowski                                   | Cmentarz bialski |
| Zenon Baranowski                                   | Pochodzenie nazw miejscowości w powiecie janowskim                                                                                                   |
| Aneta Berezowska-Kowal                             | Apteki i aptekarze w janowskiem |
| Stefan Olejko                                      | Okupacyjne wspomnienia |
| Barbara Flis                                       | II wojna światowa na Ziemi Janowskiej we wspomnieniach moich dziadków                                                                                |
| Krystyna Chmiel-Korczak                            | I Janowska Drużyna Harcerska |
| Teresa Duda                                        | Ojciec Rufin Abramek – Jasnogórski Herold Słowa i Syn Janowskiej Ziemi                                                                               |
| Maria Jakubiec-Kościelniak                         | Adam Jakubiec i ks. Jan Orzeł – męczennicy komunizmu i nazizmu                                                                                       |
| Zenon Baranowski                                   | Osadnictwo galicyjskie w regionie janowskim |
| Zenon Baranowski                                   | Tatarzy w regionie janowskim |
| Małgorzata Bochenek                                | Dzieje stroju narodowego |
| Zenon Baranowski                                   | Materiały dotyczące stroju kraśnicko-janowskiego – część II                                                                                          |
| Stefania Wójcik                                    | Józef Wieleba – uczeń A. Rząsy |
| Monika Rotulska                                    | Historia PRL-owskiej agentury |
| J. Łukasiewicz                                     | Co czytać? – Wydawnictwa o Janowie Lubelskim i rejonie – cz. III                                                                                     |
| Numer 5, 11 listopada 2005                         | |
| Bogusław Szwedo                                    | Kawalerowie Virtuti Militari związani z Ziemią Janowską                                                                                              |
| Tadeusz Sowa                                       | Rys historyczny parafii w Janowie Lub. (cz. I) |
| J. Łukasiewicz                                     | Janowska Patronka Ułanów |
| Zenon Baranowski                                   | Tabela likwidacyjna miasta Janów z 14 listopada 1868 r.                                                                                              |
| J. Łukasiewicz                                     | Mohort rodem z Janowa |
| Anna Pańczyk, Marcela Karczmarska, Krzysztof Zyśko | Nasza szkoła – historia i tradycje |
| Zygmunt Mysłakowski:                               | Miasteczko jedenastu wiatraków |
| Marta Startek                                      | Pierwszy żołnerz III wojny |
| Stefan Olejko                                      | Okupacyjne wspomnienia (cz. 2) |
| Józef Wieleba                                      | Józef Kłyś – tragiczny bohater |
| Stefan Cieśliński                                  | Huta Krzeszowska i Momoty w Powstaniu Styczniowym |
| Jan Nałęcz Rostworowski                            | „I tylko koni żal...” |
| Józef Łukasiewicz                                  | Poeta z Dzwoli – Jan Stręciwilk |
| Anna Chmiel                                        | Dobra i mądra |
| J. Łukasiewicz                                     | Pierwsza (?) gazeta janowska |
| Marek Garbacz                                      | Niemiecka zbrodnia w Borowie nad Wisłą |
| Bronisław Janiec                                   | Piękne i (czy?) cudowne |
| Anna Żuraw-Łopata, Agnieszka Leśnik                | Z historii Pedagogicznej Biblioteki Wojewódzkiej im. KEN w Lublinie Filia w Janowie Lubelskim                                                        |
| Stefan Cieślński                                   | Ponownie o genezie nazwy miejscowości Batorz |
| J. Łukasiewicz                                     | Wydawnictwa o Janowie Lubelskim i rejonie – cz. IV                                                                                                   |
|                                                    | Miejscowości powiatu janowskiego – Zestawienie bibliograficzne                                                                                       |
| Numer 6, 3 maja 2006                               | |
| Bogusław Szwedo                                    | Kawalerowie Virtuti Militari związani z Ziemią Janowską (5)                                                                                          |
| Tadeusz Sowa                                       | Rys historyczny parafii w Janowie Lububelski (dokończenie)                                                                                           |
| Ks. Józef Bazylak                                  | Zarys historii parafii Modliborzyce (1) |
| Agnieszka Leśnik                                   | Struktura i funkcjonowanie władz miasta Modliborzyce w XIX w.                                                                                        |
| Marek Jan Chodakiewicz                             | Konfidenci niemieccy w Janowskiem |
| Antoni Kulpa                                       | Tabela likwidacyjna wsi Biała z 2 marca 1864 r. |
| Antoni Kulpa                                       | Dzieje rodziny Kulpów |
| Bolesław Górny                                     | Opisanie powiatu janowskiego – 1934 r. |
| J. Łukasiewicz                                     | „Kocuzoki” |
| Ks. Dariusz Socha                                  | Ks. Jan Klukaczyński – proboszcz parafii Momoty i kapelan AK”                                                                                        |
| J. Łukasiewicz                                     | Poetka „z krainy na rubieżach” |
| Marian Tyra                                        | U podnóża mojej wioski legła woda |
| J. Łukasiewicz                                     | Czy „Hubal” był w Janowie? |
|                                                    | Miejscowości powiatu janowskiego – Zestawienie bibliograficzne cz. III                                                                               |
| Numer 7, 11 listopada 2006                         | |
| J. Łukasiewicz                                     | Kawalerowie Virtuti Militari związani z Ziemią Janowską (5)                                                                                          |
| Ks. Józef Bazylak                                  | Zarys historii parafii Modliborzyce (dokończ.) |
| Ks. Józef Łukasz                                   | Dzieje Parafii Biała koło Janowa Lubelskiego (1) |
| Zenon Łukasz Baranowski                            | Rodziny w regionie janowskim na przestrzeni wieków                                                                                                   |
| Stefan Cieśliński                                  | Ziemia Janowska w okresie Powstania Styczniowego 1863-1864 (działalność zbrojna)                                                                     |
| Tomasz Żuławski                                    | Janów Lubelski we wrześniu 1939 r. |
| Zenon Łukasz Baranowski                            | Realizacja reformy uwłaszczeniowej z 1864 r. w regionie janowskim                                                                                    |
| Zenon Łukasz Baranowski                            | Czy stara poczta była siedzibą kancelarii obwodu ordynacji zamojskiej?                                                                               |
| Edyta Małek                                        | Dzieje szkoły w Godziszowie |
| Dariusz Kossakowski                                | Winniśmy Im pamięć |
| Tomasz Żuławski                                    | Śmierć podporucznika Jana Sztejnbisa |
| J. Łukasiewicz                                     | Grób wszystkich Polaków |
| J. Łukasiewicz                                     | Początek III Rzeczpospolitej w Janowie |
| Numer 8, 3 maja 2007                               | |
| Ks. Józef Łukasz                                   | Dzieje parafii Biała koło Janowa Lubelskiego (dokończenie)                                                                                           |
| Antoni Kulpa                                       | Dzieje rodziny Kulpów (ciąg dalszy) |
| Urszula Bzdyra                                     | Odeszli, lecz zawsze żyć będą ZAMEK LUBELSKI 1939-1944 – MIEJSCE KAŹNI                                                                               |
| Dariusz Kossakowski                                | Koniec wojny w Modliborzycach |
| Zenon Łukasz Baranowski                            | Dragoni – żołnierze ordynaccy we wsiach regionu janowskiego                                                                                          |
| J. Łukasiewicz                                     | Bartnictwo |
| Zenon Łukasz Baranowski                            | Bartnicy klucza janowskiego w 1788 r. |
| Stefan Żeromski                                    | BARTNIK SMĘTEK – Fragment opowiadania „Wiatr od morza” – rozdział „Smętek”                                                                           |
| J. Łukasiewicz                                     | Sybir w pół drogi – Wspomnienie o kpt. Józefie Zadzierskim „Wołyniaku”                                                                               |
| Dionizy Garbacz                                    | Śmierć „Wołyniaka” |
| Tomasz Żuławski                                    | Opowieść lotnika RAF-u – WOJENNE DROGI STANISŁAWA BRESIA                                                                                             |
| Zbigniew R. Siedlaczek                             | Harcerskie korzenie |
| Numer 9, 11 listopada 2007                         | |
| Stefan Cieśliński                                  | Rok 1863. Ostatnia kampania „Lelewela” |
| J. Łukasiewicz                                     | Mycki i chałaty – czas zatarł ślady |
| S. Ewelina Nienałtowska                            | Kto ratuje jedno dziecko, ratuje cały świat |
| Ryszard Jasiński                                   | Czerwona milicja” we Frampolu |
| Grzegorz Makus                                     | Rozbicie grupy Adama Kusza „Garbatego” 19 sierpnia 1950 r.                                                                                           |
| Piotr Niemiec                                      | Chronił mnie tylko las |
| Zenon Baranowski                                   | Przywileje, ordynacje i artykuły komisarskie dla Janowa Lubelskiego w okresie staropolskim                                                           |
| Zygmunt Jaremkiewicz                               | Andrzej Krasowski |
| Urszula Bzdyra                                     | Z dziejów oświaty w Modliborzycach |
| Teresa Duda                                        | Kapłaństwo jest najważniejsze |
| Zenon Łukasz Baranowski                            | Figury, krzyże i kapliczki przydrożne w powiecie janowskim                                                                                           |
| Jerzy Łabęcki                                      | Janowskie zauroczenia |
| Numer 10, 3 Maja 2008                              | |
| Marek Jan Chodakiewicz                             | Kawalerowie Virtuti-Militari związani z Ziemią Janowską (6)                                                                                          |
| J. Łukasiewicz                                     | Struktury radzieckiej „bezpieki” |
| Piotr Szubarczyk                                   | Bezpieka komunistyczna w Polsce 1944-1956 |
| Józef Łukasiewicz                                  | Cień Porytowego Wzgórza |
| Stefan Cieśliński                                  | Zapomniana historia – bitwa pod Polichną 1863 r. |
| Czesław Placha                                     | Krzyż powstańczy w Wierzchowiskach |
| Ks. Leon Kuśmierczyk                               | Rozwój zaludnienia parafii Słupie–Modliborzyce |
| Urszula Bzdyra                                     | Kapelan Narodowych Sił Zbrojnych Ks. Leon Kuśmierczyk – „Chmurny”                                                                                    |
| Czesław Placha                                     | Warunki życia mieszkańców Wierzchowisk w latach 1939–1944                                                                                            |
| Antoni Kulpa                                       | Rodziny janowskie w 1721 roku |
|                                                    | Przywileje, ordynacje i artykuły komisarskie dla Janowa Lubelskiego w okresie staropolskim                                                           |
| Zenon Łukasz Baranowski                            | Papiernia w Dąbiu koło Modliborzyc |
| Adam Kruczek                                       | Ksiądz silniejszy od SB |
| Zygmunt Jaremkiewicz                               | Życie i działalność Mariana Jaremkiewicza |
| Aneta Sydor                                        | Poeci ludowi Ziemi Janowskiej |
| Dariusz Kossakowski                                | Moje harcerstwo zaczęło się w Modliborzycach |
| Stefan Warchoł                                     | Nazwy miast rejonu janowskiego |
| Numer 11, 11 listopada 2008                        | |
| Józef Łukasiewicz                                  | Katyń… pamiętamy! |
| Zenon Łukasz Baranowski                            | Ziemia Janowska w okresie wojen z połowy XVII w. |
| Zenon Łukasz Baranowski                            | Miejsca pamięci Powstania Styczniowego w powiecie janowskim                                                                                          |
| Czesław Placha                                     | Warunki życia mieszkańców Wierzchowisk w latach 1939–1944 (cz. II)                                                                                   |
| Zenon Łukasz Baranowski                            | Nazwiska w powiecie janowskim w 2002 r. |
| Ks. Piotr Panecki                                  | Wspomnienia wikarego |
| Józef Łukasiewicz                                  | 4 lata w cieniu Stalina |
| Ryszard Nowosad                                    | Muzeum wsi w Batorzu |
| Anna Bucoń                                         | Prasa w powiecie janowskim 1989 – 2008 |
| Marta Startek                                      | Ksiądz niezłomny |
| Numer 12, 3 maja 2009                              | |
| J. Łukasiewicz                                     | Jak zginął Władysław Ulanowski |
| J. Łukasiewicz                                     | Kapitan „Vis” |
| August Krasicki                                    | Obrazy z I wojny światowej na Ziemi Janowskiej |
| Zenon Łukasz Baranowski                            | Osadnictwo wczesnośredniowieczne na terenie obecnej Ziemi Janowskiej (VII-XIII w.)                                                                   |
| Czesław Placha                                     | Warunki życia mieszkańców Wierzchowisk w latach 1939–1944 (dokończenie)                                                                              |
| Grzegorz Ciupak                                    | Stojeszyn w latach 1795-1918 |
| Zenon Łukasz Baranowski                            | Przydomki ludności wiejskiej w powiecie janowskim |
| Barbara Nazarewicz                                 | Piotr Widz: Janów 1923 r. – handel i przemysł |
| Ryszard Nowosad                                    | Oddział „Strzelca” w Olbięcinie |
| Aleksandra Trójczak                                | Kalwaria w Kruczku |
| Lucyna Olszówka                                    | Warunki egzystencji ludności wsi Wolica w latach 1939-1944 (cz. I)                                                                                   |
| Anna Bucoń                                         | Prasa w powiecie janowskim 1989–2007 |
| Dariusz Kossakowski i Ludwik Olszowy               | Namysłowiacy z Modliborzyc |
| S. Cieśliński                                      | Fikcyjny Rząd Narodowy |
| Marta Startek                                      | Ksiądz niezłomny |
| Piotr Tylec                                        | Absurdalne śledztwo Służby Bezpieczeństwa |
| Lidia Kotuła                                       | Pomnik na Porytowym Wzgórzu jako dzieło sztuki |
| Numer 13, 11 listopada 2009                        | |
| Przemysław Kiszkowski                              | Nasz ojciec |
|                                                    | Miasto Janów Ordynacki |
|                                                    | Opis statystyczny miasta Janowa... z dnia 20 marca 1860 r. przez burmistrza [Odolskiego] tego miasta sporządzony                                     |
| Stanisław Stręciwilk                               | Powstanie parafii w Dzwoli i dzieło o. Marcina Stręciwilka                                                                                           |
| Lucyna Olszówka                                    | Warunki egzystencji ludności wsi Wolica w latach 1939-1944 (dok.)                                                                                    |
| Agnieszka Leśnik – Lewandowska                     | Życie gospodarcze miasta Modliborzyce w XIX w. |
| Andrzej Kaproń                                     | Korespondencje i listy czytelników z podjanowskich wsi do „Gazety Świątecznej” 1881–1939                                                             |
| Zofia Gumienik-Krysteli                            | Cztery lata w cieniu Stalina (1) – Wspomnienia ze zsyłki na Sybir                                                                                    |
| Stefan Cieśliński                                  | Najstarsza geologiczna przeszłość Batorza |
| Andrzej Będziński                                  | Pracownicy czerpalni Dąbie – Modliborzyce nad Sanną                                                                                                  |
| Urszula Bzdyra                                     | Syn Modliborskiej Ziemi |
| Urszula Bzdyra                                     | Kazimierz Zieliński – modliborski Judym |
| Zenon Baranowski                                   | 80 lat istnienia parafii rzymskokatolickiej w Polichnie                                                                                              |
| Dariusz Kossakowski                                | „Białe niedziele” w Modliborzycach |
| Andrzej Kaproń                                     | Tabela likwidacyjna wsi Krzemień |
| J. Łukasiewicz                                     | Nowe książki o regionie |
| Numer 14, 3 maja 2010                              | |
| Zenon Ł. Baranowski                                | Samorząd wiejski i jego członkowie na Ziemi Janowskiej w XVI-XVIII/XIX w.                                                                            |
| Andrzej Kaproń                                     | Przyjazdy mieszkańców klucza janowskiego Ordynacji Zamojskiej do Lublina w czasie powstania kościuszkowskiego                                        |
| Andrzej Kaproń                                     | LOPP w powiecie janowskim |
| Grzegorz Krzak                                     | Austryacy i Niemcy w Janowie Lubelskim |
| Zdzisław Castellaz                                 | Starcie w Dzwoli |
| Antoni Kulpa                                       | Rodowody mieszczan janowskich na przykładzie rodziny Wojtanów                                                                                        |
| Zenon Ł. Baranowski                                | Testament Macieja Wojtana z 1769 r. |
| Andrzej Miś                                        | Uwolnienie powstańców warszawskich z więzienia w Janowie Lubelskim w dniu 27 kwietnia 1945 roku                                                      |
| Zofia Gumienik–Krysteli                            | Cztery lata w cieniu Stalina (dokończenie) – Wspomnienia ze zsyłki na Sybir                                                                          |
| Stefan Cieśliński                                  | Najstarsza geologiczna przeszłość Batorza (dokończenie)                                                                                              |
|                                                    | Szkoła w Krzemieniu – pierwsze ćwierćwiecze |
|                                                    | Janów i miejscowości powiatu janowskiego pod koniec XIX w. (1)                                                                                       |
| J. Łukasiewicz                                     | Wybitni ludzie Ziemi Janowskiej |
| J. Łukasiewicz                                     | Marian Tyra – piękno, dobro i prawda ukazane w poezji                                                                                                |
| Numer 15, 11 listopada 2010                        | |
| Józef Stręciwilk                                   | Historia rzecz trudna |
| Andrzej Kaproń                                     | Liga Morska i Kolonialna w powiecie janowskim |
| Marek J. Chodakiewicz                              | Niemieckie siły policyjne w dystrykcie Lublin i powiecie janowskim (dok.)                                                                            |
|                                                    | Janów i miejscowości powiatu janowskiego pod koniec XIX wieku                                                                                        |
| J. Łukasiewicz                                     | List |
| Stanisław Ryszko                                   | Jenieckie muzy |
| Dariusz Kossakowski                                | Wierny syn Kościoła |
| Dariusz Kossakowski                                | Modliborski Organista |
| Monika Woźnica                                     | Parafia w Janowie Lubelskim w okresie 1864-1914 |
| Mirosław Janisz                                    | Na plebanii w Janowie |
| ks. Michał Jabłoński                               | Moje wspomnienia z pracy w charakterze wikariusza w parafii Janów Lubelski w latach 1927-1932                                                        |
| Piotr Tylec                                        | Aparat bezpieczeństwa wobec Kościoła na Ziemi Janowskiej                                                                                             |
| Krzysztof Butryn                                   | Muzyka tradycyjna okolic Janowa Lubelskiego w przekazach ludowych                                                                                    |
| Agnieszka Jargieło                                 | Suka redivivus |
| Zygmunt Kubrak                                     | Smolarstwo w Momotach |
| J. Łukasiewicz                                     | Janowskie legendy |
| J. Łukasiewicz                                     | Groby wy nasze |
| Teresa Duda                                        | Na Syberii z Matką Boską Janowską |
| Numer 16, 3 maja 2011                              | |
| Ryszard Martyna                                    | W sztambuchu babuni |
| Dariusz Kossakowski                                | Wspomnienia o moim Piłsudskim |
| Izrael Rochman (kl. 8-ma)                          | Wódz Narodu |
| Marek Gołąb                                        | Józef Piłsudski w Kraśniku i Olbięcinie |
| Stefan Cieśliński                                  | Pułkownik Kajetan Cieszkowski „Ćwiek” i jego związki z Lubelszczyzną w Powstaniu Styczniowym                                                         |
| Anna Pawłowska-Wielgus                             | Huta szklana pod Janowem Ordynackim w pierwszej połowie XIX wieku                                                                                    |
| Zbigniew Wójcik                                    | Mniejszość żydowska w powiecie Janów Lubelski w latach 1918-1939                                                                                     |
| Łukasiewicz Stanisław, Kuśmierczyk Leon            | Historia Gimnazjum i Liceum w Janowie Lubelskim |
| Łukasz Pasztaleniec                                | Głosa do kroniki szkoły powszechnej w Krzemieniu |
| Dominik Szulc                                      | Stanisław Wieteski i Modliborzyce. Przyczynek do dziejów miasta, kościoła i ich założyciela                                                          |
| Dominik Szulc                                      | Muzeum klasztoru Ojców Dominikanów w Janowie Lubelskim – nowa placówka muzealna Kościoła Katolickiego w Polsce                                       |
| Zenon Ł. Baranowski                                | Najstarsze wykazy mieszkańców ziemijanowskiej (XVł-XVII w.)                                                                                          |
| O. Maurycy – misjonarz                             | Z życia prowincji. Odpust w Otroczu |
|                                                    | Pożar w Janowie |
| Piotr Tylec                                        | Ograniczenia działalności kaznodziejskiej na terenie Ziemi Janowskiej w okresie stalinowskim                                                         |
| Aleksandra Słupczyńska                             | Dzieciństwo i okupacja. Wspomnienia o Janowie |
| Jakub Czarny                                       | Historia powstania nazwy jednej z części Rudy „Sachalin”                                                                                             |
| Agnieszka Leśnik-Lewandowska                       | Miejscowości powiatu janowskiego. Zestawienie bibliograficzne za rok 2008-2009                                                                       |
| Numer 17, 11 listopada 2011                        | |
| Zbigniew Zieliński                                 | Życie |
| Feliks Janowski                                    | Wielka Rocznica 11 Listopada 1918-1928 r. |
| Ks. dr Tomasz Moskal                               | Księgozbiór Parafii w Białej w świetle wizytacji prepozyta Antoniego Dunin-Kozickiego                                                                |
| Paulina Kluz                                       | Późnobarokowe wyposażenie snycerskie kościoła pw. św. Jana Chrzciciela w Janowie Lubelskim                                                           |
| Stefan Dmitruk                                     | Prawosławna kaplica więzienna pw. św. Tichona Zadońskiego w Janowie Lubelskim (1890-1915)                                                            |
| Zbigniew Wójcik                                    | Mniejszość żydowska w powiecie Janów Lubelski w latach 1918-1939 (dokończenie)                                                                       |
| Marek Gołąb                                        | Jerzy Rudlicki – pilot, inżynier, konstruktor lotniczy                                                                                               |
| Dariusz Kossakowski                                | Miałem wspaniałych nauczycieli |
| Ks. Piotr Tylec                                    | Teki ks. Trochonowicza |
| Łukasz Pasztaleniec                                | Konferencja naukowa „Lubelszczyzna w historii wojskowej” – 18-20 IX 1987 r.                                                                          |
| Agnieszka Fac                                      | Historia badań stanowiska 2 w Pikulach |
| Katarzyna Trójczak                                 | Ślady potopu szwedzkiego na Ziemi Janowskiej |
| Agnieszka Leśnik Lewandowska                       | Miejscowości powiatu janowskiego. Zestawienie bibliograficzne za rok 2008-2009                                                                       |
| Numer 18, 3 maja 2012                              | |
| Krystyna Korczak                                   | Droga przez życie |
| Ks. dr Tomasz Moskal                               | Księgozbiór parafii w Potoku Wielkim w świetle wizytacji generalnej z 1748 roku                                                                      |
| Ks. dr Stanisław Tylus                             | Duszpasterze Modliborzyc w latach 1756-1836 (w świetle materiałów metrykalnych)                                                                      |
| Agnieszka Szykuła-Żygawska                         | Warsztaty Karola Burzyńskiego – Twórcy wyposażenia podominikańskiego kościoła pw. św. Jana Chrzciciela w Janowie                                     |
| Marek Gołąb                                        | 225 rocznica wizyty króla Stanisława Augusta Poniatowskiego w Studziankach, Stróży, Kraśniku, Olbięcinie i Rachowie w ówczesnym powiecie urzędowskim |
| Ks. Piotr Tylec                                    | |
|                                                    | Pomnik Tadeusza Kościuszki w Janowie Lubelskim |
| Marek Gołąb                                        | W jaki sposób pochodzący z Olbięcina Prof. Józef Wierusz-Kowalski wpłyną na życie Marii Curie-Skłodowskiej.                                          |
| Zenon Baranowski (red.)                            | Z życia prowincji, według Głosu Lubelskiego |
| Łukasz Pasztaleniec                                | Dokumenty dotyczące Leona Błażeja Zwolińskiego |
| Dariusz Kossakowski                                | Polskie szkolnictwo rolnicze na tle okupacji niemieckiej w latach 1939-1944                                                                          |
| Tadeusz Chrzanowski                                | Nadleśniczy Bolesław Chrzanowski Usow ps. „Konar” (1913-1954) część 1                                                                                |
| Józef Łukasiewicz                                  | Inwigilacja duchowieństwa w dekanacie Janów Lubelski                                                                                                 |
| Agnieszka Fac                                      | Datowanie, przynależność kulturowa oraz funkcje stanowiska 2 w Pikulach                                                                              |
| Łukasz Pasztaleniec                                | Niedźwiedź w Lasach Janowskich |
| Leśniak Agnieszka                                  | Miejscowości powiatu janowskiego – Zestawienie Bibliograficzne                                                                                       |
| Numer 19, 11 listopad 2012                         | |
| Agnieszka Lidia Płatek                             | W 370 rocznicę śmierci założycielki miasta Katarzyny z Ostrogrskich Zamoyskich                                                                       |
| Dariusz Kossakowski                                | Krzyż Ignacego Solmana |
| Regina Smoter Grzeszkiewicz                        | Śladami radecznickich powstańców |
|                                                    | Szpital powiatowy w Janowie Lubelskim (1918 – 11.X.1936)                                                                                             |
| Ihar Melnikau                                      | Wiktor Omeljaniuk, białoruski oficer wojsk polskich                                                                                                  |
| Maria Majka                                        | Wspomnienia o moim ojcu Józefie Majce |
| Danuta Szerszyńska-Majeranowska                    | Spóźnione wypominki |
| Ks. Piotr Tylec                                    | Pamiętnik ks. Władysława Stańczyka z okresu II wojny światowej (Część I)                                                                             |
| Dr hab. Jacek Wołoszyn (OBEP IPN w lublinie)       | Zorza wolności – przyszłość – konspiracyjna organizacja młodzieżowa w janowskim liceum ogólnokształcącym                                             |
| Tadeusz Chrzanowski                                | Nadleśniczy Bolesław Usow ps. KONAR (1913-1954) Cz. II                                                                                               |
| Łukasz Pasztaleniec                                | Dokumenty dotyczące Leona Błażeja Zwolińskiego – Część II                                                                                            |
| Łukasz Pasztaleniec                                | Dokumenty dotyczące oddziału Józefa Zadzierskiego „Wołyniaka”/Adama Kusza „Adama” (Część I)                                                          |
| Zbigniew Latos                                     | Wspomnienia wiejskiego nauczyciela (Część I) |
| Numer 20, 3 maja 2013                              | |
| Józef Łukasiewicz                                  | Szlak z Janowa na Syberię |
| Dariusz Kossakowski                                | Kapliczka pw. św. Windentego A’Paulo i rok 1863 |
| Dominik Szulc                                      | Najstarszy pomnik Tadeusza Kościuszki w Polsce. Nieznane historie, projekty, szkice i przedsięwzięcia budowlane z I połowy XIX wieku – Cz. I         |
| Jacek Piotrowski                                   | Ksiądz Dominik Surowski, Męczennik 1905-1942 |
| Ks. Piotr Tylec                                    | Pamiętnik ks. Władysława Stańczyka z okresu II Wojny Światowej (Cz. II)                                                                              |
| Waldemar Seroka                                    | Jeszcze o „Podkowie” (Cz. I) |
| Łukasz Pasztaleniec                                | Dokumenty dotyczące oddziału Zadzierskiego „Wołyniaka”/Adama Kusza „Adama” (Cz. II)                                                                  |
| Zdzisław Latos                                     | Wspomnienia wiejskiego nauczyciela (Cz. II) |
| Dominik Szulc                                      | W Modliborzycach o miejscowej historii... |
| Dominik Szulc                                      | Sensacyjne odkrycie pod janowskim kościołem? |
| Agnieszka Leśnik-Lewandowska                       | Miejscowości Powiatu janowskiego. Zestawienie Bibliograficzne za rok 2012 (Cz.I)                                                                     |